# 15199 Rodnyanskaya
15199 Rodnyanskaya eller 1974 SE är en asteroid i huvudbältet som upptäcktes den 19 september 1974 av den ryska astronomen Ljudmila Tjernych vid Krims astrofysiska observatorium på Krim. Den är uppkallad efter Rodnjaska Larisa Zinovievna.
Asteroiden har en diameter på ungefär 4 kilometer.